# Baguazhang estilo Cheng
Baguazhang estilo Cheng (程派八卦掌) é um estilo da arte marcial de origem chinesa Baguazhang criado pelo Mestre Cheng Tinghua.

## Características
No geral, os movimentos do Baguazhang estilo Cheng parecem mais circulares e espiralados do que os movimentos do Baguazhang estilo Yin.
Devido à experiência de Cheng Tinghua em técnicas do shuai jiao, anterior a seu aprendizado de baguazhang, o estilo de Cheng tende a enfatizar técnicas de arremesso, enquanto o estilo Yin tende a enfatizar técnicas de ataque.
Em cada ramo do estilo Cheng encontramos como fundamento de sua técnica as "oito palmas básicas" (八母掌) (Bamuzhang), a partir de onde cada um deriva forma mais complexas distintas.
Das oito palmas básicas, apenas as três primeiras (老三掌) (Laosanzhang) são considerados as mais antigas, transmitidas pelo próprio Cheng Tinghua antes de sua morte em 1900. 
Os nomes destas três palmas são:
- Troca Simples de Palma (單換掌),
- Troca Dupla de Palma (雙換掌),
- Palma de Postura Suave (順勢掌).

## Linhagem
O Baguazhang estilo Cheng tem muitos ramos, diversificados a partir das  linhagens dos principais discípulos de Cheng Tinghua:
- Dong Haichuan
  - Cheng Tinghua
    - Cheng Youlong
      - Sun Xikun

    - Yang Mingsheng
      - Wang Rongtang

    - Liu Bin
      - Wang Wenkui
      - Liu Xinghan

    - Sun Lutang
      - Sun Cunzhou
      - Sun Jianyun

    - Li Wenbiao
      - Luo Xingwu